# 2019년 아브루초주 선거
2019년 아브루초주 선거는 아브루초주의 주지사와 주의회 의원 31명을 선출하기 위해 2018년 2월 10일 열렸다. 당초 중도우파 연합, 중도좌파 연합, 오성운동 간의 치열한 3파전이 열릴 것으로 예상되었지만, 실제로는 중도우파 연합이 낙승하였다. 특히나 동맹은 정당 득표율에서 28%를 득표하면서 압도적인 1위를 차지해, 마테오 살비니를 향한 인기를 재확인하였다. 한편 오성운동은 20%를 득표하면서 2018년 총선 이후 당세를 회복하지 못했으며, 중도좌파 연합은 의석수에서는 3위에 그쳤지만 주지사 선거에서 당초 예상을 뒤집고 2등을 차지하는 선전을 거두었다. 한편 이 선거는 내각 내에서 갈등을 빚고 있는 동맹의 살비니와 오성운동의 루이지 디 마이오 간 대리전으로 관심을 모았다.

## 선거 결과

### 지역별 결과

#### 주지사
| 권역     | 마르실리오 중도우파 연합 | 마르실리오 중도우파 연합 | 레니니 중도좌파 연합 | 레니니 중도좌파 연합 | 마르코치 오성운동 | 마르코치 오성운동 | 기타  | 기타 | 전체    |
| 권역     | #                        | %                        | #                    | %                    | #                 | %                 | #     | %    | 전체    |
| -------- | ------------------------ | ------------------------ | -------------------- | -------------------- | ----------------- | ----------------- | ----- | ---- | ------- |
| 라퀼라   | 78,196                   | 53.87                    | 46,695               | 32.17                | 19,354            | 13.33             | 923   | 0.64 | 145,168 |
| 페스카라 | 68,801                   | 45.28                    | 47,109               | 31.00                | 35,769            | 23.54             | 265   | 0.17 | 151,944 |
| 전체     | 299,949                  | 48.03                    | 195,394              | 31.29                | 126,165           | 20.20             | 2,974 | 0.48 | 624,482 |